# ソト族
ソト族（Sotho、Basotho、Basuto）は、5世紀頃からアフリカ南部に住むバントゥー系民族。ソトの国はモショエショエ1世が19世紀初頭にアフリカ南部に分散していたソト・ツワナ族の氏族を集めた事で生まれた。今日多くのソト族は南アフリカに住んでおり、オレンジ自由国の領域は元々モショエショエの国（今のレソト）だった。

## 歴史

### 19世紀まで
バントゥー語群を話す牧畜民族が凡そ200から500年頃に南アフリカに定住した。西部から中央アフリカ周辺に起源を持つ人々が鉄器時代の波で南アフリカ半島中に広まり、容易に土着の石器時代の住民と置き換わった。19世紀までに安定した定住生活が現れた。ングニ語を話す民族（初期はズールー人とコサ人）は東から南の沿岸部を支配した。それに対し、多くのソト王国は高原南部に起こった（自由州とハウテン州の一部）。ソト族の社会は高度に分散しており、クラールや拡大氏族を基本に構成され、どちらも首長が支配した。首長国は緩い連合国に統合されていった。

### ズールー拡張政策と白人入植
19世紀にソト族の歴史に重大で今に続く2つの事件が起きる。東ではシャカがズールー人の皇帝になった。ズールー人の社会が分散した氏族社会から統合されるにつれ、常備軍を持つ王国は多くの侵略戦争を起こした。後に「ディファカネ」と呼ばれるズールー人の拡大につれて、東からの避難民が急増した。これらの集団はハイヴェルドに住むソト族と接触した。1823年にはソト族の一集団であるマコロロ族がこの圧力で北に追いやられ、オカバンゴ・デルタとザンベジ川を越えバロツェランド、現在のザンビアに移動した。1845年には、マココロ族はバロツェランドを征服した。同時に、1652年にケープタウンに入植したオランダ人の子孫はソト族の領域に達し始めた。後の20世紀に「フーアトレッカーズ(開拓者)」と呼ばれる彼らは、当時イギリス人にはボーア人として知られていた。ナポレオン戦争の結果南アフリカ南西沿岸部はイギリスに割譲され、その地域の農家はオランダ人を追い出す事にした。言語の押し付けと後の奴隷解放への不満によって、オランダ人入植者はイギリス支配下のケープ植民地を捨てた。彼らはやがて南アフリカの後背地に独立した政治組織を創る事に成功した。

### モショエショエ
これらの開発の時代、モショエショエ王（モショウェショウェや誤ってモシェシュとも呼ばれる）はハイヴェルド南部のソト諸王国を支配した。彼は国際的に外交力と戦略に長けると評価されており、彼はディファカネへの避難民を統合国家に組み込む事が出来た。彼の優れた統率力のお蔭で彼の小さな国は危険と困難、即ちズールー人の覇権やオランダ人開拓者の内地への拡大、大英帝国の思惑を生き延びた。これらの困難は他の南アフリカ土着の王国を19世紀中に滅ぼした。1822年に、彼は首都をブータ・ブーテに設置した。ここは北に守りやすいドラケンスバーグ山脈を擁し、やがてレソト王国へと発展していった。首都は後にサバ・ボシウに移された。オランダ人開拓者集団の侵略に対処する為に、彼はフランスに国内での布教活動を認めた。パリ福音宣教教会から派遣された宣教師は、王に外交助言を行い近代兵器購入を手伝った。国の大臣として活動する傍ら、宣教師（初期はカサリスとアーボウッセト）はソト族の正書法制定やソト語教材の印刷で1837から1855年の間重要な役割を果たした。1878年に最初のソト語版聖書が作られた。

### イギリス保護時代
1868年に、自由州・ソト戦争でボーア人に西部低地を奪われた後、モショエショエ1世はヴィクトリア女王にレソト（当時バソトゥランドとして知られていた）をイギリスの保護国にさせる事に成功した。イギリス行政庁はマセルに置かれ、現在のレソトの首都になっている。国内問題は地域の首長が権限を持ち、イギリスは外交と防衛を担当した。1869年に、イギリスはバソトゥランドの国境画定作業を手伝った。バソトゥランドには多くの氏族が領地を持っていたが、ソト語話者の多くはオレンジ自由州に住む事になり、フーアトレッカー共和国がソト王国に接する事になった。イギリスのオレンジ自由州や後の南アフリカ共和国を含めて全てのバソトゥランドを併合するという目論見は失敗した。1966年には、バソトゥランドはイギリスから独立を勝ち取り、レソト王国となった。

## 今日のソト語
ソト族の言語は「セソト」や「セソト・サ・ボーワ」（使用頻度は少ない）と呼ばれる。ソト語を「南ソト語」とし、ペディ語とは異なるとする文献もある。ソト語はレソト人の内150万人の第一言語であり、これは人口の85%を占める。ソト語と英語がレソトの公用語である。レソトの大人の識字率は59%で、これはアフリカでは最高の国の1つである。南アフリカでは、約400万人がソト語を第一言語としている。自由州の62%の住民がソト語を第一言語としている。ハウテン州では約10%の住民がソト語を第一言語のように話す。北西州では5%の住民がソト語を第一言語とし、特にマボロカ地方に集中している。ムプマランガ州の住民の3%がソト語を第一言語とし、多くがスタンダートン地区に住んでいる。東ケープ州の住民の2%がソト語を第一言語とし、州北部に固まっている。推定500万人がソト語を第二以降の言語として用いている。ソト語は南アフリカの公用語の1つである。レソトと南アフリカ以外では、6万人がシロジ語（ソト語に近い言語）をザンビアで話している。ボツワナやスワジランド、ナミビアのカプリビ回廊に少数のソト語話者がいる。ソト語は研究対象としても学習の手段としても用いられる。話し言葉、書き言葉の両方が幼稚園から大学の博士課程まで用いられている。商業や情報科学、科学、数学、法律の領域ではソト語の専門用語が未だ比較的少ない。アパルトヘイト以降ソト語の発信力は高まった。ラジオ・レセディは24時間ソト語だけで放送しているラジオ局で、SABC(南アフリカ放送協会)が運営している。レソトにも自由州にも地域ラジオ局が他にも存在する。南アフリカ放送協会や独立テレビ放送局のeTVで毎日30分ソト語で速報が流れる。両社共に幾つかのソト語の方言で番組を作っている。レソトの新聞の殆どはソト語単独もしくは英語との併記で書かれている。現在南アフリカでは、自由州のクワクワやフォーリーズブルグ、フィックスブルグ等の都市以外ではソト語の成熟した新聞は無いが、人気月刊雑誌の「ボナ」はソト語の記事もある。ソト語の正書法が成文化されてから、ソト語で文学作品が書かれるようになった。その中で最も有名な物はトーマス・モフォロの「チャカ」という叙事詩で、英語やドイツ語を含む幾つかの言語に翻訳されている。

## 今日のソト族
ソト族の中心地は南アフリカの自由州とそこに隣接するレソトである。両地方共に田舎では貧困と低開発状態が蔓延している。これは一部のソト語話者は安定した仕事と高品質の生活をしているが、多くが経済的苦境の中で暮らしているためである。土地所有者も多くが生活が苦しく、小規模の商業的農業をしている。過剰放牧と土地の管理の失敗が拡大中の問題である。人口移動のためにソト語が亜大陸の広い範囲で話されている。貨幣経済に入る為に、ソト族男性はよく南アフリカの鉱業分野で出稼ぎをしている。自由州やレソトからの出稼ぎ労働者が南アフリカの都市部にソト語を広めている。出稼ぎはソト語話者の家族の人生に悪影響を及ぼすと一般的に知られている。大人（基本的に男性）が何百kmも先の都市で働く為に家族を貧困地域に置いていく為である。アパルトヘイト政策によって政府はソト語話者にバントゥースタンへの移住を強制したがあまり効果は無く、20世紀の間中多くの労働者が黒人伝統地域を離れていた。男性が鉱業で仕事を見つけ易いのに対して、女性は農業や内職に重点を置いた。都市部の魅力は衰えず、レソトやソト族地域生まれの黒人にとって国内移住は現実的選択肢であり続けている。一般的に、ソト語話者の雇用状況は南アフリカ社会全体のそれと似ている。歴史的要因により、ソト族や南アフリカの黒人の失業率は高い。専門を持つ人は教育や健康、薬学、法律、政治分野で働いている。他の人は公務員や民間企業を目指す。宗教面では、キリスト教宣教師がモショエショエが国を守る事を補佐したため、キリスト教はソト族に広く広まっている。今日では、ソト語話者の多くはキリスト教と土着信仰を混ぜた宗教を信仰している。「モディモ」（神）は死せる定めの者は近寄れない最高の存在であり、祖先がモディモと生きている人を結び付ける事で、祖先への誓いや尊敬が育まれる。公的には、レソト人の多数派はカトリックである。

## 参考資料
1. 1 2 3 4 5 6  “The Sotho people group are reported in 5 countries”. 2014年12月26日閲覧。
2. 1 2 3 4 5 6  Thompson, L. (2001). A History of South Africa. Cambridge: Yale University Press.
3. 1 2  Bundy, C.; C. Saunders (1989). Illustrated History of South Africa: The Real Story. Cape Town: Readers Digest.
4. 1 2  Laband, J. (2003). “Mfecane”. Encarta Encyclopedia. Redmond: Microsoft Corporation.
5. ↑  Ross, R. (2009). A Concise History of South Africa. Cambridge: Cambridge University Press
6. ↑  Muimui, Lubosi. “Political History of Barotseland”. 2014年4月23日時点のオリジナルよりアーカイブ。2014年12月28日閲覧。
7. ↑  Phiri, Bizeck J. (2005). "Lozi Kingdom and the Kololo". In Shillington, Kevin (ed.). Encyclopedia of African History, Volume II, H-O. New York: Fitzroy Dearborn (Routledge). pp. 851–852. ISBN 978-1-57958-454-2。
8. 1 2 3 4  Ross, R. (2009). A Concise History of South Africa. Cambridge: Cambridge University Press.
9. ↑  Becker, P. (1969) Hill of destiny: the life and times of Moshesh, founder of the Basuto. London : Longman.
10. ↑  __ (2003). “Moshoeshoe”. Encarta Encyclopedia. Redmond: Microsoft Corporation
11. ↑  Becker, P. (1969). Hill of destiny: the life and times of Moshesh, founder of the Basuto. London: Longman
12. ↑  Becker, P. (1969). Hill of destiny: the life and times of Moshesh, founder of the Basuto. London: Longman.
13. ↑  Sanders, P. (1975). Moshoeshoe, chief of the Sotho. London: Heinemann.
14. ↑  P., Sanders (1975). Moshoeshoe, chief of the Sotho. London: Heinemann.
15. ↑  Casalis, E. (1992).The Basutos : or, twenty-three years in South Africa. Morija: Morija Museum & Archives.
16. ↑  Legassick, M. (1972). The Griqua, The Sotho–Tswana, and the Missionaries, 1780–1840. Ann Arbor: Univ. Microfilms International
17. ↑  Grant, N. (1981). Moshoeshoe: Founder of a Nation. London: Longman.
18. 1 2  Constitution of South Africa (1996)
19. ↑  Zerbian, S., and Barnard, E. (2008) Phonetics of Intonation in South African Bantu Languages. Southern African Linguistics and Applied Language Studies 26 (2): 235–250.
20. 1 2 3 4 5  Central Intelligence Agency (n.d.) CIA-The World Factbook: Lesotho. Central Intelligence Agency. Retrieved 5-01-10 from https://www.cia.gov/library/publications/the-world-factbook/geos/lt.html
21. 1 2 3 4 5 6 7  United Nations Scientific and Educational Council (UNESCO)(2000) World Languages Survey. Paris: UNESCO.
22. 1 2 3 4 5 6  STATISTICS SA (2001) Census 2001. Pretoria: Statistics South Africa.
23. 1 2 3  Lewis, P. (2009) Ethnologue: Languages of the World. Dallas: SIL International.
24. ↑  Kunene, D. (1989) Thomas Mofolo and the emergence of written Sotho prose. Johannesburg: Ravan Press, 1989.
25. ↑  Mokoena, A. (1998) Sesotho Made Easy. JL van Schaik: Pretoria.
26. ↑  Davids, Y. (2006) Human Sciences Research Council Review 4 (4). Human Sciences Research Council. Retrieved 5-01-10 from “アーカイブされたコピー”. 2010年7月14日時点のオリジナルよりアーカイブ。2010年7月1日閲覧。
27. ↑  Davids, Y. (2006) Human Sciences Research Council Review 4 (4). Human Sciences Research Council. Retrieved 5-01-10 from “アーカイブされたコピー”. 2010年7月14日時点のオリジナルよりアーカイブ。2010年7月1日閲覧。
28. ↑  Calinicos, L. (1982) Gold and Workers:1886–1924. Johannesburg: Ravan Press.
29. ↑  Calinicos, L. (1982) Gold and Workers: 1886–1924. Johannesburg: Ravan Press.
30. 1 2  Bundy, C., and Saunders, C. (1989) Illustrated History of South Africa: The Real Story. Cape Town: Readers Digest.
31. ↑  Posel, D. (2003) Have Migration Patterns in Post-Apartheid South Africa Changed? Conference on African Migration in Comparative Perspective. Johannesburg: 2003.
32. ↑  Davids, Y. (2006) Human Sciences Research Council Review 4 (4). Human Sciences Research Council. Retrieved 5-01-10 from “アーカイブされたコピー”. 2010年7月14日時点のオリジナルよりアーカイブ。2010年7月1日閲覧。
33. ↑  Bereng, P. (1987) I am a Mosotho. Roma, Lesotho: National University of Lesotho.